# Amore cane
Amore cane è un singolo della cantautrice italiana Emma e del rapper italiano Lazza, pubblicato il 1º dicembre 2023 come quarto estratto dal settimo album in studio Souvenir.

## Descrizione
Il brano è stato inizialmente scritto da Emma, Jacopo Èt e Simone Privitera, con la produzione di quest'ultimo nel 2022. Successivamente alla partecipazione di Emma e Laura Marzadori come ospiti di Lazza nel corso della quarta serata del Festival di Sanremo 2023, in cui interpretano la cover del brano La fine di Nesli, la cantante ha presentato il brano al rapper. Il brano è stato rimaneggiato dai due artisti con Drillionaire, con l'aggiunta delle strofe scritte da Lazza.
In un'intervista rilasciata a All Music Italia la cantante ha raccontato il significato del brano e la scelta di collaborare con Lazza:

## Accoglienza
Alessandro Alicandri di TV Sorrisi e Canzoni definisce il brano «ipnotico» e che «trasuda la naturalezza del loro incontro» e la cui interpretazione si imposta per entrambi gli artisti «sulla stessa identica onda emotiva». Anche Fabio Fiume di All Music Italia afferma che il brano «faccia trasparire una nuova delicatezza espressiva» di Emma, che la collaborazione non suoni «come un’operazione commerciale» ma come «una canzone d’amore che aveva bisogno di due letture diverse». In una recensione successiva, Fiume assegna al brano un punteggio di 7,5 su 10, definendo la collaborazione «affascinante» e «che parte come sensuale ballata e poi acquista battuta ritmica», mostrando una Emma «molto più gentile, con un colore forse mai fornito così prima».

## Traccia
Testi e musiche di Emmanuela Marrone, Jacopo Èttorre, Jacopo Lazzarini e Simone Privitera.
1. Amore cane – 3:26

## Classifiche
| Classifica (2023) | Posizione massima |
| ----------------- | ----------------- |
| Italia            | 23                |